# NGC 258
NGC 258 је спирална галаксија у сазвежђу Андромеда која се налази на NGC листи објеката дубоког неба.
Деклинација објекта је + 27° 39' 28" а ректасцензија 0h 48m 12,8s. Привидна величина (магнитуда) објекта NGC 258 износи 14,2 а фотографска магнитуда 15,0. NGC 258 је још познат и под ознакама MCG 4-3-5, NPM1G +27.0034, PGC 2829.